# آویادویگاتل

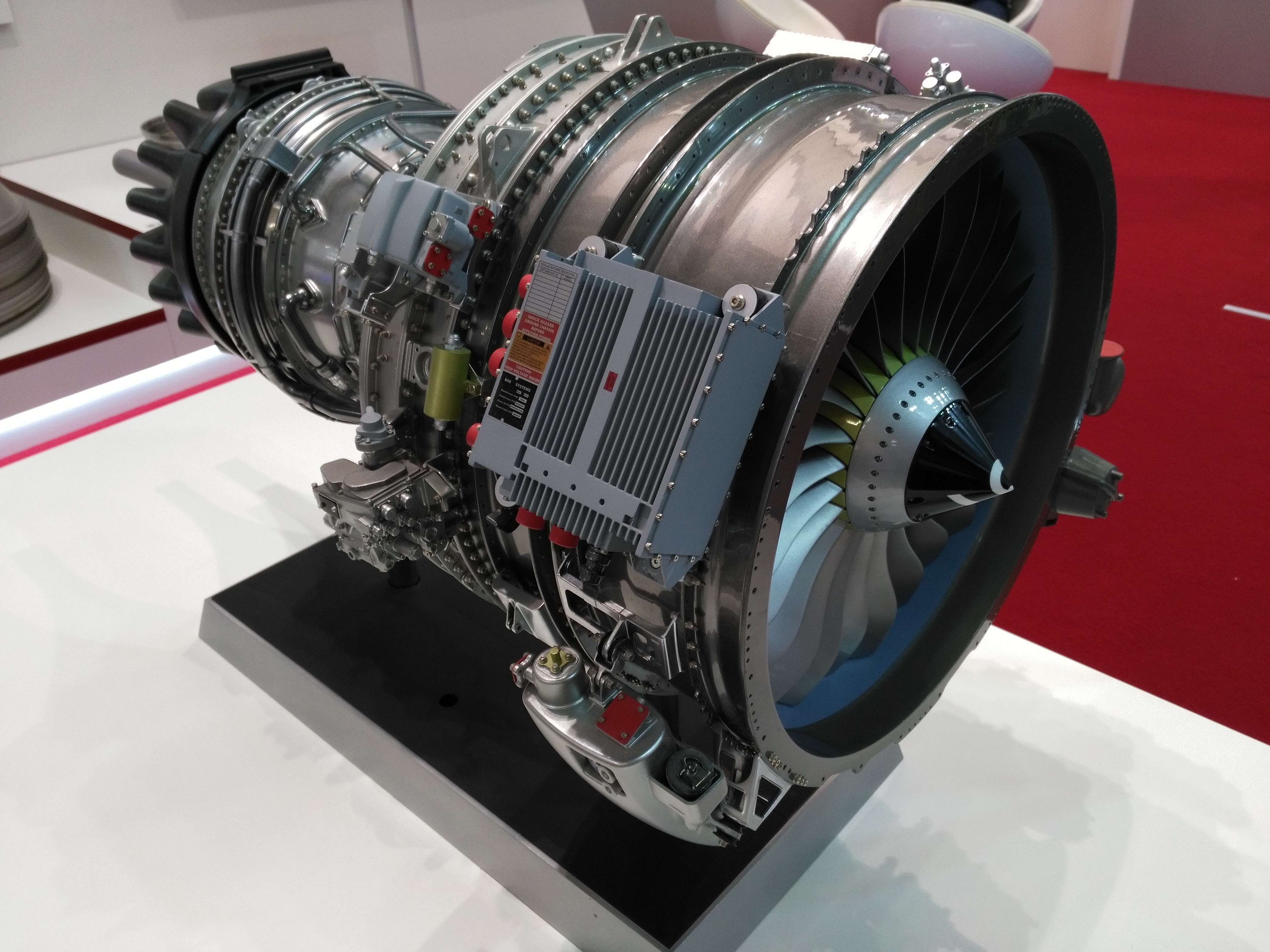
یک مدل توربوفن آویادویگاتل

آویادویگاتل، (به روسی: Авиадвигатель) یک شرکت روسی فعال در زمینهٔ طراحی، توسعهٔ فناوری و تولید موتورهای هواگرد، به‌ویژه موتورهای جت برای هواپیماهای تجاری و نظامی است. این شرکت در کارخانه موتور پرم، محصولات خود یعنی موتور هواپیماهای ایلیوشین ایل-۷۶، ایلیوشین ایل-۹۶، توپولف تو-۲۰۴ تولید می‌کند. همچنین این شرکت توربین‌های گاز با کارایی بالا را برای نیروگاه‌های برق و مراکز پمپاژ گاز تولید می‌کند. این شرکت دارای پیشینه‌هایی در بنیاد دفتر طراحی تجربی شماره نوزده برای تولید موتورهای هواپیما است.